# Raúl Albentosa
Raúl Albentosa Redal (Alzira, 7 september 1988) is een Spaans voetballer die doorgaans speelt als centrale verdediger. In juli 2024 verliet hij Vejle BK.

## Spelerscarrière
Albentosa speelde in de jeugd van Alzira en in 2003 kwam hij in de opleiding van Elche terecht. Vijf jaar later debuteerde hij in het eerste elftal. In augustus 2009 werd hij verhuurd aan Caravaca, maar voor die club kwam hij niet in actie. Het seizoen 2010/11 bracht de centrale verdediger door als speler van de beloften van Real Murcia, waarvoor hij tienmaal wist te scoren. In de jaren daarna speelde hij voor San Roque en Cádiz. In de zomer van 2013 tekende Albentosa voor Eibar, waarvoor hij anderhalf seizoen zou uitkomen. In januari 2015 nam Derby County hem over en hij tekende voor tweeënhalf seizoen bij de Engelse club. Na een half jaar keerde hij weer terug naar Spanje, toen hij gehuurd werd door Málaga. Na zijn terugkeer bij Derby werd hij direct verkocht aan Deportivo La Coruña, dat circa achthonderdduizend euro voor hem betaalde. Bij zijn nieuwe club zette Albentosa zijn handtekening onder een verbintenis voor de duur van vier seizoenen. In de zomer van 2018 huurde Gimnàstic de verdediger voor één seizoen. Na een halfjaar keerde hij al terug bij Deportivo. Hierop gingen speler en club uit elkaar. De twee daaropvolgende seizoenen speelde hij weer in het buitenland. Tijdens het seizoen 2019/20 kwam hij uit voor het Bulgaarse CSKA Sofia. Tijdens seizoen 2020/21 bleef hij lang werkloos tot hij op 1 april een contract tekende bij Dinamo Boekarest, uitkomend in de Liga 1. Op 2 mei maakte hij zijn eerste doelpunt voor de club. Dit bleek later ook de enige treffer te zijn, want na drie maanden vertrok Albentosa weer. In de winterstop van het seizoen 2021/22 tekende hij bij Vejle BK.

## Clubstatistieken
| Seizoen | Club                | Competitie         | Competitie | Competitie | Beker | Beker | Internationaal | Internationaal | Totaal | Totaal |
| Seizoen | Club                | Competitie         | Wed.       | Dlp.       | Wed.  | Dlp.  | Wed.           | Dlp.           | Wed.   | Dlp.   |
| ------- | ------------------- | ------------------ | ---------- | ---------- | ----- | ----- | -------------- | -------------- | ------ | ------ |
| 2011/12 | San Roque           | Segunda División B | 31         | 3          | 3     | 0     | —              | —              | 34     | 3      |
| 2012/13 | Cádiz               | Segunda División B | 33         | 3          | 0     | 0     | —              | —              | 33     | 3      |
| 2013/14 | Eibar               | Segunda División A | 33         | 2          | 0     | 0     | —              | —              | 33     | 2      |
| 2014/15 | Eibar               | Primera División   | 17         | 2          | 0     | 0     | —              | —              | 17     | 2      |
| 2014/15 | Derby County        | Championship       | 8          | 0          | 1     | 0     | —              | —              | 9      | 0      |
| 2015/16 | → Málaga            | Primera División   | 29         | 2          | 2     | 0     | —              | —              | 31     | 2      |
| 2016/17 | Deportivo La Coruña | Primera División   | 27         | 1          | 2     | 0     | —              | —              | 29     | 1      |
| 2017/18 | Deportivo La Coruña | Primera División   | 20         | 1          | 0     | 0     | —              | —              | 20     | 1      |
| 2018/19 | → Gimnàstic         | Segunda División A | 11         | 2          | 0     | 0     | —              | —              | 11     | 2      |
| 2019/20 | CSKA Sofia          | Parva Liga         | 15         | 2          | 2     | 0     | 3              | 0              | 20     | 2      |
| 2020/21 | Dinamo Boekarest    | Liga 1             | 10         | 1          | 2     | 0     | —              | —              | 12     | 1      |
| 2021/22 | Vejle BK            | Superligaen        | 13         | 2          | 2     | 1     | —              | —              | 15     | 3      |
| 2022/23 | Vejle BK            | 1. division        | 29         | 3          | 3     | 0     | —              | —              | 32     | 3      |
| 2023/24 | Vejle BK            | Superligaen        | 30         | 2          | 2     | 0     | —              | —              | 32     | 2      |
| Totaal  | Totaal              | Totaal             | 306        | 26         | 19    | 1     | 3              | 0              | 328    | 27     |

Bijgewerkt op 24 juli 2024.

## Erelijst
| Competitie         |        |         |       |       |
| Competitie         | Aantal | Jaren   |       |       |
| Eibar              | Eibar  | Eibar   | Eibar | Eibar |
| ------------------ | ------ | ------- | ----- | ----- |
| Segunda División A | 1      | 2013/14 |       |       |
| Vejle BK           |        |         |       |       |
| 1. division        | 1      | 2022/23 |       |       |